# Ischionodonta iridipennis
Ischionodonta iridipennis là một loài bọ cánh cứng trong họ Cerambycidae.